# Qianxisaurus
Qianxisaurus is een geslacht van uitgestorven pachypleurosauriërs of als alternatief een basale Eosauropterygiër bekend uit het Midden-Trias (Ladinien) van de provincie Guizhou, in het zuidwesten van China. Het bevat als enige soort Qianxisaurus chajiangensis.

## Ontdekking
Qianxisaurus is alleen bekend van het holotype NMNS-KIKO-F044630, een bijna compleet en gearticuleerd skelet dat alleen het puntje van de staart en het rechterachterbeen mist, deel van de collectie van het National Museum of Natural Science in Taichung, Taiwan. Het holotype is in de steenplaat grotendeels van bovenaf zichtbaar, waarbij de staart geleidelijk naar links zijaanzicht draait. De schedel meet zesenzeventig millimeter lang en de totale lengte van de bewaarde delen van het individu is tachtig centimeter. Alleen de eerste eenendertig staartwervels zijn bewaard gebleven, van ten minste 42-48 wervels die naar verwachting de staart vormen op basis van andere nauw verwante pachypleurosauriërs, wat een totale lichaamslengte van meer dan tachtig centimeter voor dit individu impliceert. NMNS-KIKO-F044630 werd in 2006 ontdekt in de buurt van de Huangnihe-rivier in Chajiang in Xingyi, in de zuidwestelijke provincie Guizhou. Het werd hoogstwaarschijnlijk verzameld van de Zhuganpo-afzetting van de Falang-formatie, tijdens veldexpedities naar het gebied in 2006, ergens tussen het treinstation van Geju en het treinstation van Chajiang langs de oostkant van de rivier, de provinciale grens tussen Guizhou en Yunnan, dus daterend uit het Ladinien van het late Midden-Trias, ongeveer 238 miljoen jaar geleden.

## Beschrijving
Qianxisaurus is een basale eosauropterygiër, mogelijk verwant aan de Nothosauroidea, met een geschatte totale lichaamslengte van ten minste tachtig centimeter. Oorspronkelijk beschouwd als een juveniel van de nothosauride Lariosaurus vanwege de aanwezigheid van vier sacrale wervels, onthulde verdere preparatie zijn unieke schedeldak en gebitsmorfologie. Qianxisaurus heeft een premaxilla die acht tanden draagt en een klein deel bijdraagt aan het langwerpige ovale neusgat, tanden met een licht ingesnoerde basis en een korte conische kroon, en een zeer klein bovenste slaapvenster, slechts iets groter dan het foramen pineale. Deze autapomorfe eigenschappen zijn uniek voor Qianxisaurus onder alle bekende eosauropterygiërs. Andere ongebruikelijke kenmerken zijn onder meer een snuit die langer is dan de rest van de schedel, een onregelmatige vorm van postorbitaal bot met een afgeknotte bovenste tak en een gevorkte achterste tak, kort en een krachtig retro-articulair uitsteeksel van de onderkaak dat niet hol is maar in het achterste gedeelte is afgeknot, een relatief lang lichaam met achtentwintig ruggenwervels, de aanwezigheid van vier sacrale wervels, ribben die niet pachyostotisch ofwel massief zijn, en een ravenbeksbeen met een smal, kolomvormig zijgedeelte en een verbreed, voetvormig middengedeelte. Qianxisaurus deelt de aanwezigheid van een lengtegroef op het naar boven gerichte oppervlak van de dorsale ribben uitsluitend met de potentiële basale pistosauriërs Corosaurus, Sanchiaosaurus, Kwangsisaurus en Chinchenia.

## Etymologie
Qianxisaurus werd voor het eerst beschreven en benoemd door Yen-Nien Cheng, Xiao-Chun Wu, Tamaki Sato en Hsi-Yin Shan in 2012 en de typesoort is Qianxisaurus chajiangensis. De geslachtsnaam is afgeleid van Qianxi, dat verwijst naar het westelijke deel van de provincie Guizhou waar het holotype werd gevonden, een spelling gebaseerd op het Chinese Pinyin, en van het Griekse saurus, wat 'hagedis' betekent, een veelgebruikt achtervoegsel voor geslachtsnamen van uitgestorven reptielen. De soortnaam is afgeleid van Chajiang, een stad in de buurt waar het exemplaar werd verzameld, met de editie van het Latijnse achtervoegsel ~ensis, wat 'afkomstig van' betekent.